# Edwin S. Johnson
Edwin S. Johnson (Spencer, 1857. február 26. – Platte, 1933. július 19.) az Amerikai Egyesült Államok szenátora (Dél-Dakota, 1915–1921).